# Науковий центр Сінгапуру
Науковий центр Сінгапуру (англ. Science Centre Singapore) — просвітницька установа в Сінгапурі в районі Джуронг-Іст, що спеціалізується на науковій та технологічній освіті широкої громадськості. Працює з 1977, містить понад 850 експонатів у восьми виставкових галереях і щороку приймає понад мільйон відвідувачів.

## Історія

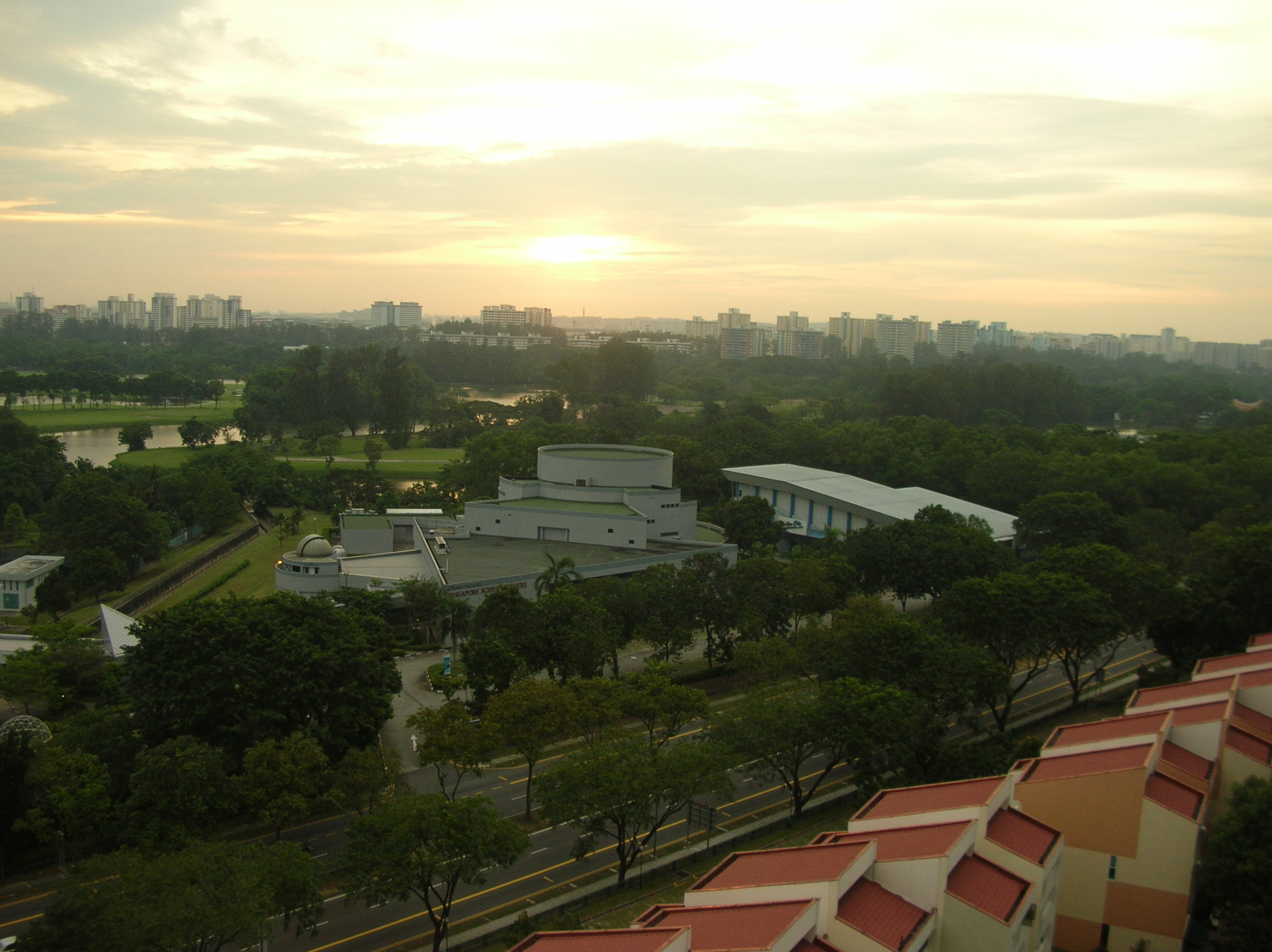
Вечірній вид на науковий центр з висоти пташиного польоту

Науковий центр був виділений із Національного музею Сінгапуру як окрема установа, щоб останній міг зосередитися на своїх художніх та історичних колекціях. Ця ідея була вперше висунута в 1969 році колишньою Науковою радою Сінгапуру (теперішня Агенція з науки, технології і досліджень) і потім схвалена урядом.
Дизайн будівлі Наукового центру був визначений на архітектурному конкурсі, організованому Радою наукового центру, на якому була обрана робота архітекторів Raymond Woo. Будівництво коштувало 12 мільйонів сінгапурських доларів і велось на площі 60000 м2. Центр був офіційно відкритий 10 грудня 1977 року міністром То Чін Чі.
У 1987 році у Науковому центрі президент Ві Кім Ві відкрив Omni-Theatre — перший в Сінгапурі кінотеатр формату IMAX.
У 1999 році реконструкція вартістю 38 мільйонів доларів доповнила Науковий центр більшими відкритими площами, прямим переходом до окремої будівлі Omni-Theatre і новим входом. У 2000 році біля Omni-Theatre було встановлено «Снігове місто», яке моделює у тропічному Сінгапурі температуру -5 °C.
7 грудня 2007 року Науковий центр був перейменований на Науковий центр Сінгапуру.
В 2008 році Управління міської реконструкції оголосило про плани перенести Науковий центр в район станції метро «Китайський сад». В 2019 на конкурсі концепцій дизайну перемогла міждисциплінарна команда на чолі з Architects 61, яка включала архітекторів з групи Захи Хадід. Новий дизайн було представлено 2022 року, а завершення заплановане на 2027 рік.

## Обсерваторія

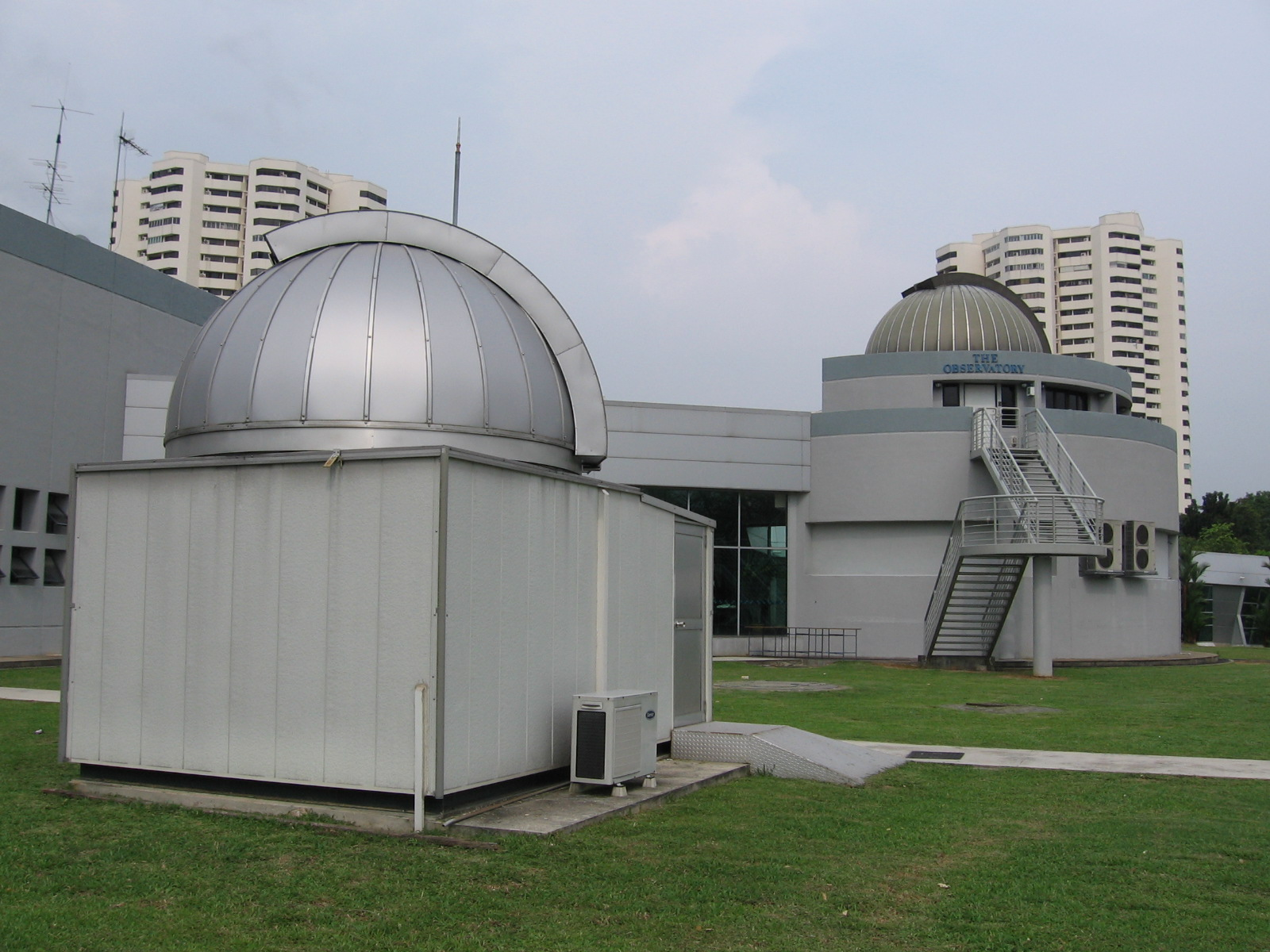
Обсерваторія в Науковому центрі

Обсерваторія Наукового центру розташована на висоті 15,3 м над рівнем моря і є однією з небагатьох обсерваторій у світі, розташованих поряд з екватором. Її положення дозволяє спостерігати сузір'я як у північній, так і в південній небесних півкулях. З червня 2006 року обсерваторія проводить для відвідувачів спостереження нічного неба щоп'ятниці ввечері.
Головний телескоп обсерваторії — 40-сантиметровий рефлектор Кассегрена з комбінованою фокусною відстанню 5,2 м. Допоміжний телескоп — 15-сантиметровий апохроматичний рефрактор Кеплера з фокусною відстанню 1,8 м. Телескопи накриті рухомим куполом діаметром 5,5 м з нержавіючої сталі.

## Кінотеатр Omni-Theatre

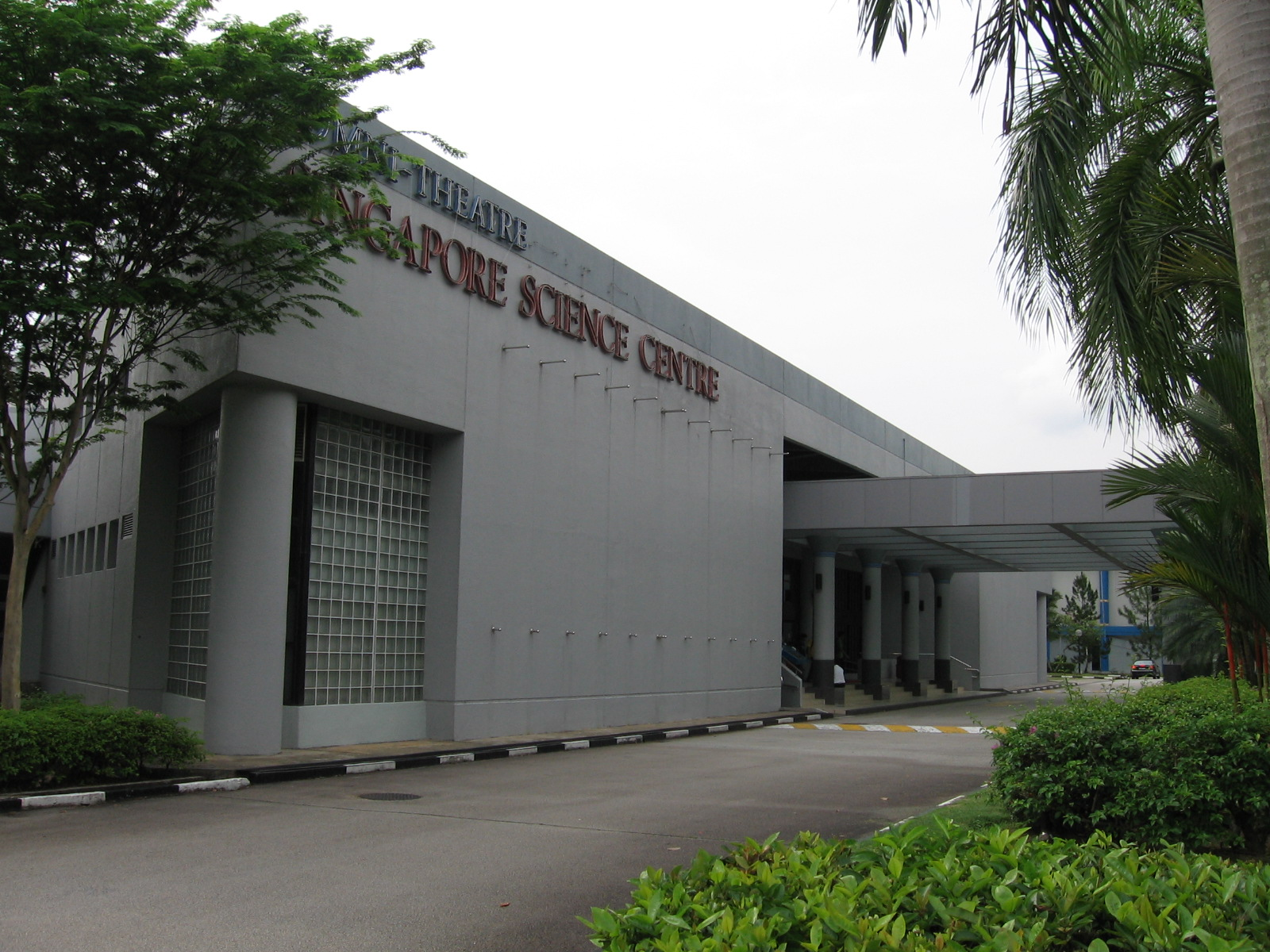
Кінотеатр Omni-Theatre

Театр містить масивний напівсферичний екран діаметром 23 м і висотою 16 м, зібраного з 376 алюмінієвих панелей з вініловим покриттям. Екран покриває 80 % півкулі, що значно перевищує поле зору людини. Спочатку кінотеатр мав 276 місць і був першим спеціалізованим IMAX-кінотеатром у Південно-Східній Азії. Реконструкція в 2015 році зменшила кількість місць до 221, а оригінальну аналогову систему IMAX Dome замінили на нову систему цифрового планетарію Evans & Sutherland «8K» Digistar 5. Кінотеатр використовується для показу наукових, особливо астрономічних, фільмів.

## «Снігове місто»
«Снігове місто» включає приміщення площею 1200 м2, покрите снігом на 40 см у глибину, яке постійно підтримується при температурі -5°C. Щоб підтримувати рівень снігу, щотижня тут випадає від 10-15 тонн снігу, виробленого за допомогою спеціальної снігової гармати, яка охолоджує воду за допомогою рідкого азоту. Запропоновані заняття включають ковзання зі схилу довжиною 60 м на надувних трубах, сніжну ігрову зону для молодших дітей, ресторан, освітні програми та майстер-класи.

## Галерея
|  |
|  |

|  |
|  |

|  |
|  |

|  |
|  |

|  |
|  |

|  |
|  |